# Aymara
Gli aymara, aimarà o aymarà sono una popolazione che vive prevalentemente nelle vicinanze del lago Titicaca tra Perù, Bolivia, il nord del Cile e il nordovest dell'Argentina. In realtà non identifica un sottogruppo etnico vero e proprio, ma comprende l'insieme degli individui che, pur appartenendo a differenti sottogruppi etnici, hanno come lingua madre una lingua appartenente alla famiglia aymara.
Altre popolazioni, o sottogruppi etnici, come i qullas, i lupaqas, i qanchis, i carangas, i lucanas, i chocorvos e i chichas rivendicano la propria identità aymara, anche se non parlano più la lingua dall'epoca della colonizzazione spagnola.

## Geografia

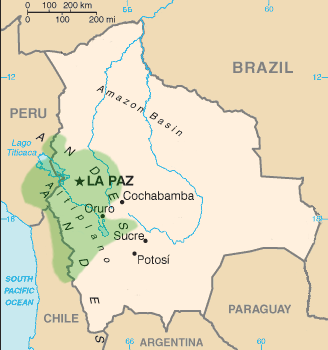
Distribuzione delle popolazioni di lingua aymara.

La maggior parte degli aymara vive nei pressi del lago Titicaca in particolare nelle isole e nella parte meridionale del lago. La distribuzione di questo popolo è principalmente nell'altipiano andino, in particolar modo nei dipartimenti di La Paz, Oruro, Potosí, Cochabamba e Chuquisaca in Bolivia, tra le città di Tarapacá e Antofagasta in Cile, nei dipartimenti di Puno, Moquegua e Tacna in Perù e tra le città di Jujuy e Salta in Argentina.
I centri aymara sono generalmente piccole realtà rurali. Tuttavia sono presenti anche grossi centri urbani con notevole presenza di questa popolazione. Il più importante di questi è la capitale boliviana, La Paz, e, soprattutto, la città satellite di El Alto, spesso nominata come capitale del popolo aymara.

## Religione

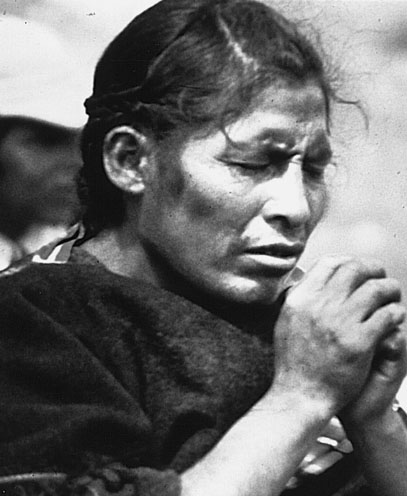
Donna aymara in preghiera.

### Culti tradizionali
I vari popoli appartenenti agli aymara veneravano numerose divinità locali oltre ai culti, diffusi in tutto il territorio andino legato all'agricoltura e al culto dei defunti.

#### Religiosità legata alla natura e all'agricoltura
Thunupa, le cui sembianze sono scolpite nella puerta del Sol di Tiahuanaco, personifica vari agenti naturali (sole, vento, pioggia e grandine) di vitale importanza per il mondo agricolo.
Anche il culto della Pachamama (madre Terra), presente anche nella religione incaica, risultava e tuttora risulta estremamente diffuso in quanto legato alla produzione agricola e al rapporto con la natura. Alla Pachamama vengono fatte numerose offerte (ch'alla) di origine vegetale (ad esempio foglie di coca) e animale (ad esempio un feto di lama).

#### Culto degli antenati
Il culto dei morti si concretizzava nel mondo aymara con la costruzione di chullpa, tombe-templi la cui grandezza era proporzionale all'importanza del defunto durante la sua vita terrena. Le chullpa più importanti sono quelle di Sillustani e Cutimbo, nei pressi di Puno (Perù).

#### Divinità venerate localmente
Le divinità locali erano spesso montagne protettrici (dette Awki o Achachila). Ogni montagna, ogni cima ha un nome locale che, anche oggi, viene invocato a protezione della zona.

#### Altre divinità
Erano presenti anche divinità maligne (conosciute come Anchanchu o Saxra) che abitavano il sottosuolo.
Venivano venerate anche divinità minori (chiamate Phuju) che abitavano le sorgenti d'acqua.

### Medicina tradizionale
Uno stretto legame intercorre tra la religiosità aymara e la medicina tradizionale. Questa, legata alla natura e alle invocazioni divine, viene praticata dagli yatiris (saggi). Tradizionalmente il popolo kallawaya, che abita la cordigliera del Charazani in Bolivia è quello a cui appartengono gli yatiris più rinomati.

### Rapporto con la cristianità
Immediatamente dopo la colonizzazione, le autorità religiose e politiche spagnole costrinsero alla conversione gli aymara e distrussero icone, templi e chullpa.
Una parte non minoritaria della Chiesa cattolica dissentì da questo comportamento a tal punto che gesuiti e francescani evangelizzarono gli aymara senza costringerli a ripudiare la loro religione tradizionale e cristianizzando, talvolta, le divinità tradizionali. Ad esempio Thumpa venne trasformato in Apu Qullana Awki (creatore del mondo) e venerato come Dio, per il cristianesimo e Pachamama venne venerata come Vergine Maria. 
Dalla nascita delle repubbliche andine fino a metà del XX secolo il sincretismo religioso veniva praticato clandestinamente. Oggi è frequente che durante feste cattoliche vengano offerte ch'alla alla Pachamama. Le chiese protestanti non vedono, invece, di buon occhio il sincretismo religioso e, per questo, hanno proibito ai credenti di rivolgersi alla medicina tradizionale.
Un aspetto interessante di questa mescolanza tra la religiosità tradizionale e quella cristiana sta nel fatto che al Natale non viene data molta importanza dai contadini aymara, i quali vivono molto più intensamente il carnevale, epoca di fioritura. Nelle città il discorso cambia in quanto le tradizioni agricole sono meno sentite.

## Cultura
Secondo le credenze di questo popolo, l'individuo è legato da una stretta relazione con il contesto sociale che lo circonda. Ciò implica che ogni tipo di malattia che colpisce anche un solo membro della comunità inevitabilmente coinvolge l'intero villaggio: così, i conflitti interiori o famigliari e le mancate preghiere agli spiriti della natura compromettono il benessere dell'intera popolazione. Questo porta a capire i significati dei simbolismi e dell'accettazione di forme simboliche di cura (possessione, sciamanesimo, danza…) degli aymara che, trovano un ponte di collegamento tra mondo umano e mondo degli spiriti, quest'ultimo reale quanto quello degli uomini; per cui qualunque spirito delle acque, delle colline, delle cime innevate se non opportunamente venerato potrebbe scagliare la sua ira verso gli abitanti che, inevitabilmente, andrebbero incontro a sicure malattie. L'unico modo per prevenire i mali e ripristinare la salute è soltanto attraverso mistici rituali come danze, preghiere, esorcismi e infusi magici, che portano al contatto spirituale tra uomo, natura e divinità. Nella visione magico-religiosa aymara l'uomo è concepito come l'insieme di tre forze vitali -alma, animo e corpo materiale- dove i due elementi vitali si incarnano. L'alma o athunajayo permette il movimento e il pensiero; l'animo juchchui ajayo è il fluido che dà consistenza al corpo e fuoriuscendovi, pur non causando la morte genera malesseri varî, dall'innalzamento della temperatura, alla nevralgia, ad un disagio corporeo diffuso. Quando si parla di perdita d'anima tra gli aymara, si può quindi intendere la sottrazione del juchchui ajayo, che permette alla vittima di rimanere in vita, anche se colpiti da malattie più o meno gravi.

### Musica e danza
La danza e la musica hanno sempre avuto notevole rilevanza tra i popoli andini, così come tra gli aymara. La musica andina che conosciamo oggi è comunque differente dall'antica musica del periodo pre-colombiano. Non erano infatti presenti gli strumenti a corda, come il charango, ora molto diffusi. Quest'ultimo è uno strumento della famiglia dei liuti costruito originariamente con la corazza di armadillo. Sembra sia stato realizzato per la prima volta a Potosí nel XVII secolo ispirandosi alla vihuela, molto diffusa tra la nobiltà spagnola.
Nel XVI secolo, il missionario gesuita Ludovico Bertonio, nel suo vocabolario della lingua aymara riportava ben 13 vocaboli distinti relativi al verbo ballare. 
Le numerose danze tradizionali aymara vengono divise in:
- Danze native: si riferiscono all'epoca pre-colombiana e sono praticate solamente dalla popolazione rurale. Alcune di esse sono: sikuris, pinkillus, chaqallus, lawa k'umus, chuqilas, k'usillos.
- Danze meticce: sono quelle di origine successiva alla conquista spagnola e contengono elementi sia aymara che europei. Alcune di esse come la diablada, la tuntuna (o tundiqui) e la morenada (originarie di Oruro ed ora diffuse anche nella zona del lago Titicaca) hanno elementi nei fasti e nei vestiti che ricordano la corrida.

### Patata
La patata è probabilmente uno degli apporti maggiori all'umanità della cultura aymara. Quando gli spagnoli conquistarono l'Impero inca, trovarono la coltivazione della patata diffusa ovunque con oltre 200 varietà.
Gli antichi aymara inventarono il procedimento di disidratazione della patata ai fini di conservazione e stoccaggio. Questa patata disidratata (nota con il nome di ch'uñu o chuño) viene tuttora prodotta e consumata. Il procedimento si basa sulle condizioni climatiche della zona del lago Titicaca. Ad altezze vicine ai 4000 m sul livello del mare i raggi solari sono particolarmente forti e ricchi di radiazioni ad alta energia e le notti molto fredde. Le patate sono esposte alla luce solare ed al freddo notturno per due settimane così da essere completamente disidratate; il ch'uñu ottenuto si conserva per anni.